# Eginhard d'Utrecht
Eginhard d'Utrecht fou bisbe d'Utrecht als voltants del 845 al 847.
Tot el que se sap d'Eginhard és un certificat de la immunitat donada per l'emperador Lotari I del 21 de març de 845, en què se l'esmenta com a bisbe d'Utrecht.